# Uniwersyteckie Liceum Ogólnokształcące w Toruniu
Uniwersyteckie Liceum Ogólnokształcące w Toruniu (ULO, dawniej: Zespół Szkół Uniwersytetu Mikołaja Kopernika Gimnazjum i Liceum Akademickie w Toruniu, ZS UMK GiLA) – placówka kształcenia ogólnokształcącego w Toruniu.

## Charakterystyka
Szkoła istnieje od 1998 roku, jest pierwszą w Polsce szkołą dla wybitnie uzdolnionych uczniów.
Swoją tradycją szkoła nawiązuje do działającego od XVI w. Gimnazjum Akademickiego, słynnej toruńskiej szkoły wyższej doby staropolskiej, oraz powołanego przy Uniwersytecie Wileńskim Państwowego Liceum im. Jana i Jędrzeja Śniadeckich.
Szkoła jest placówką eksperymentalną, kierowaną przez Uniwersytet Mikołaja Kopernika w Toruniu, pod patronatem Ministerstwa Edukacji Narodowej w Warszawie. Przez pierwszych dziesięć lat istnienia szkoły cykl kształcenia był skrócony o rok – uczniowie stawali się absolwentami i zdawali maturę już po pięciu latach nauki w GiLA.
Szkoła pod względem wyników egzaminów gimnazjalnych jest najlepsza w kategorii gimnazjów w województwie kujawsko-pomorskim. Pierwszym dyrektorem szkoły był fizyk, wykładowca uniwersytecki, dr Jerzy Wieczorek, notabene pierwszy demokratyczny prezydent miasta Torunia, za czasów komunistycznych związany z „Solidarnością”. Aktualnie stanowisko dyrektora zajmuje dr Beata Trapnell-Sobolewska. W latach 2006 i 2009 szkoła ta zajęła 5. miejsce w Ogólnopolskim Rankingu Szkół Średnich w Polsce oraz 1. miejsce w Kujawsko-Pomorskim. W roku 2010 zajęła 2. miejsce w Ogólnopolskim rankingu szkół ponadgimnazjalnych 2010, natomiast w roku 2011 zajęła miejsce pierwsze. W 2012 roku Liceum Akademickie powtórzyło ten sukces, utrzymując tym samym tytuł najlepszego liceum w Polsce. W roku 2013 szkoła spadła na drugie miejsce, jednak w 2014 roku po raz trzeci zdobyła tytuł najlepszego liceum w Polsce.
Ostatni rocznik gimnazjalistów kształcących się w tejże placówce opuścił ją w 2019 roku, a szkoła zmieniła nazwę na Uniwersyteckie Liceum Ogólnokształcące w Toruniu. Od tej pory rozpoczął się okres przejściowy, podczas którego ULO kształciło licealistów w cyklu trzyletnim i czteroletnim. Okres ten trwał do końca roku szkolnego 2021/2022.
Na początku 2020 roku Uniwersyteckie Liceum Ogólnokształcące w Toruniu, po raz kolejny w swojej ponad 20-letniej historii i po raz pierwszy pod nową nazwą, zajęło 1. miejsce wśród polskich liceów w ogólnopolskim Rankingu Liceów Ogólnokształcących 2020 opublikowanym przez Fundację "Perspektywy".

## Historia
Pomysł utworzenia Liceum Akademickiego w Toruniu, mającego kształcić zdolnych uczniów z Torunia i województwa, zrodził się w 1993 roku wśród władz Uniwersytetu Mikołaja Kopernika. Nad projektem jego uruchomienia pracowały wspólnie władze uczelni, ówczesnego województwa toruńskiego oraz Ministerstwa Edukacji Narodowej. W 1996 roku powołano Radę Nadzorczą Liceum Akademickiego, która nadzorowała powstanie szkoły.
Uroczyste powołanie do życia Liceum Akademickiego miało miejsce 21 stycznia 1998 roku, a jego Rada Nadzorcza została zastąpiona przez Radę Programową. Pierwszym dyrektorem LA został dr Jerzy Wieczorek. Listę przyjętych uczniów do nowo powstałej placówki ogłoszono 15 lipca, a działalność edukacyjną rozpoczęła ona 1 września tegoż roku. W inauguracji roku szkolnego brali udział: wojewoda toruński Wojciech Daniel, rektor UMK Andrzej Jamiołkowski i władze Torunia.